# Юліан Лукашевич
Юліан Лукашевич (нар. 16 липня 1904, Катеринослав, нині Дніпро — 3 липня 1982, Лодзь, Польща) — польський легкоатлет, олімпієць.

## Біографія
Лукашевич виріс у Санкт-Петербурзі. Випускні іспити склав у Варшаві в гімназії ім. Тадеуша Рейтана (1924), в якій діяла 1-а варшавська скаутська команда ім. Ромуальда Траугута («Чарна Єдинка»). Потім він закінчив Варшавський технічний університет (факультет електротехніки) у 1932 році. У 1937—1939 роках проводив електромережі в складі Будівельного управління боєприпасного заводу № 3, побудованого в складі ЦІР. Під час окупації працював в інженерній ротіі Мейснер, яка керувала електростанцією в Лагер Деба. З серпня 1944р до лютого 1945р був прийнятий на посаду заступника начальника технічного відділу відбудованого заводу. Того ж року виїхав з Демби на Люблінщину.
Як спортсмен брав участь у бігу на довгі дистанції. Брав участь в Олімпійських іграх 1924 року в Парижі в командних змаганнях на 3000 м (стартував зі Стефаном Шелестовським і Станіславом Зіффером). Польська команда вилетіла в передгонці. Він також брав участь в академічному чемпіонаті світу в Парижі в 1928 році, але не мав успіху.
Двічі вигравав чемпіонат Польщі: у бігу на 5000 м у 1924 році та в кросі 1925 року; він тричі посів друге місце: на 3000 м у 1924 році, на 5000 м у 1925 році та на 10 000 м також у 1925 році. Він також був бронзовим призером у командному забігу на 3000 метрів у 1924 році та в кросі у 1926 році. Тричі встановлював рекорди Польщі (всі 1925 р.): на 3000 м (9:12,7), 5000 м (16:13,2) і 10 000 м (34:06,2).
Особисті рекорди:
- Біг на 3000 м — 9:12,7
- Біг на 5000 м — 16:09,0
- Біг на 10 000 м — 34:06,2

Представляв Варшавську Полонію. Завершив трудову діяльність у 1929 році.